# Hugh Vivian Champion de Crespigny

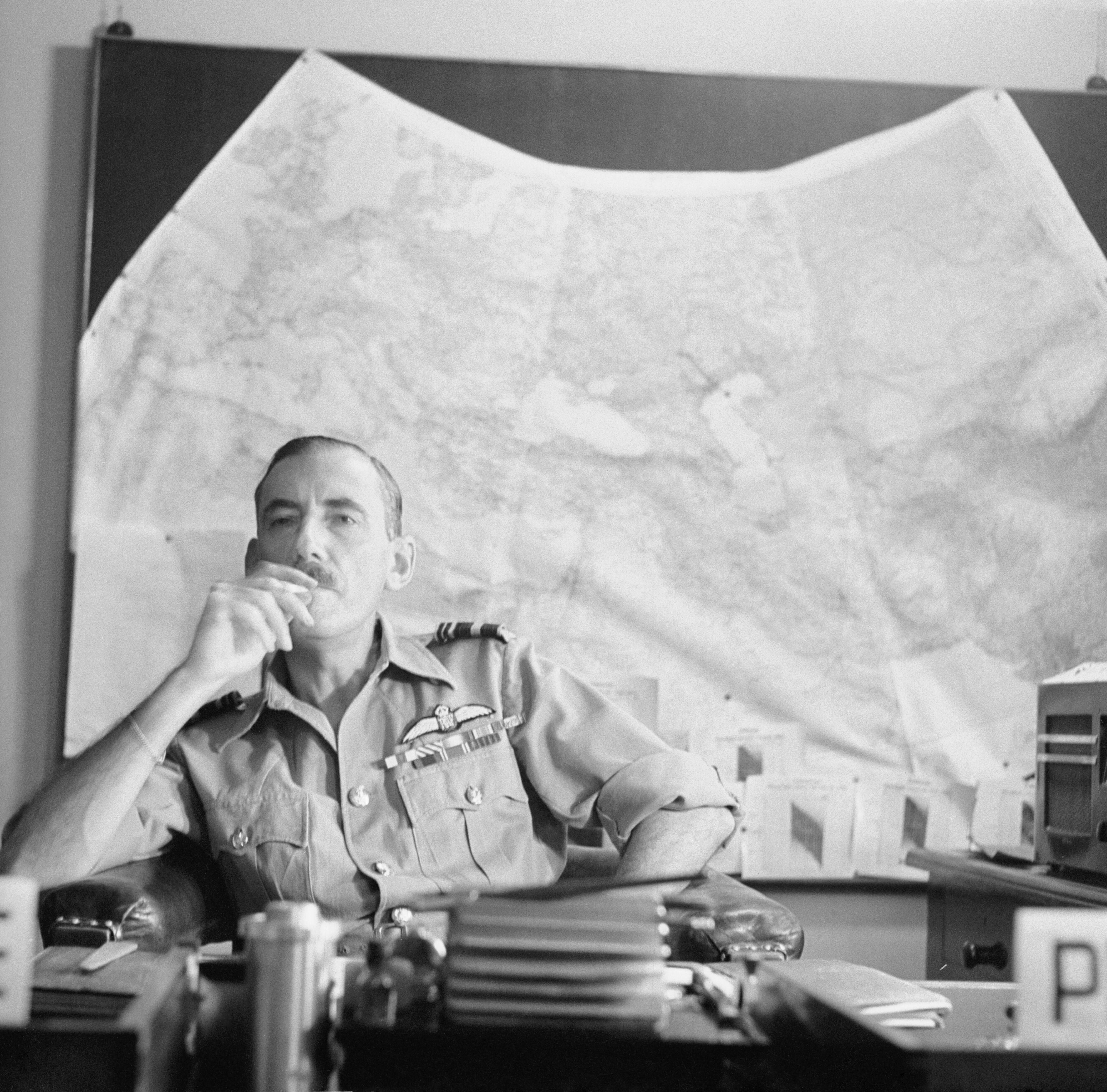
Hugh Vivian Champion de Crespigny (Foto von Cecil Beaton)

Hugh Vivian Champion de Crespigny (* 8. April 1897 in Elsternwick, Melbourne; † 20. Juni 1969 in Natal, Südafrika) war ein australischer Berufsoffizier und zuletzt Air Vice Marshal, der zunächst in der British Army als Flieger und dann in der Royal Air Force diente. Er war nach dem Zweiten Weltkrieg als Mitarbeiter der Kontrollkommission maßgeblich am Wiederaufbau politischer Strukturen in Deutschland beteiligt.

## Leben
Der aus Australien stammende Hugh de Crespigny diente im Ersten Weltkrieg zunächst als Flieger im Royal Flying Corps der British Army an der Westfront und wurde nach dem Krieg im Rang eines Captain in die neue Royal Air Force als Berufsoffizier regulär übernommen. Im Krieg wurde er 1915 mit dem Military Cross und 1916 mit dem Distinguished Flying Cross ausgezeichnet. In den 1920er Jahren war er im Einsatz in Indien und in der Zeit des Zweiten Weltkrieges diente er im Nahen Osten.
1945 kandidierte er bei den Britischen Parlamentswahlen für die Labour Party.
Bis Anfang 1946 war er Mitarbeiter der britischen Militärregierung in Deutschland. In Schleswig-Holstein wurde er im Mai 1946 Nachfolger von Generalleutnant Sir Evelyn Barker, Kommandeur des VIII. Armeekorps mit Sitz im Plöner Schloss, als Regional Commissioner für Schleswig-Holstein, also Zivilgouverneur des heutigen Bundeslandes, mit Sitz im Somerset-House in Kiel und Residenz im Altenhofer Herrenhaus (bei Eckernförde). De Crespigny war maßgeblich an der Schaffung demokratischer Strukturen in der ehemals preußischen Provinz Schleswig-Holstein beteiligt, in die sich die letzte Reichsregierung unter dem Großadmiral Karl Dönitz mit ihrem Gefolge zurückgezogen hatte. Unter seiner Aufsicht arbeiteten die von der Militärregierung ausgewählten Landespolitiker um den Staatsrechtler Hermann von Mangoldt die neue Landesordnung für Schleswig-Holstein aus und der Christdemokrat Theodor Steltzer wurde von ihm zum ersten Ministerpräsident ernannt. Gegenüber dem dänischen Wunsch nach Grenzveränderungen in Südschleswig zeigte er sich unnachgiebig. Dies führte 1947 nach einem Misstrauensvotum zum Rücktritt des dänischen Ministerpräsidenten Knud Kristensen in Kopenhagen, der sein politisches Schicksal mit entsprechenden Erfolgen verknüpft hatte. Die dänische Presse führte diesen Misserfolg zum Ärger Crespignys auf eine zu selbstständige Politik der deutschen Verwaltung in Schleswig-Holstein zurück. Als Gouverneur wurde De Crespigny bereits im Januar 1948 von William Asbury abgelöst, blieb aber in anderen Funktionen bis 1956 in Kiel, zuletzt als Britischer Konsul.